# Episodi di Duel Masters!
Duel Masters! (デュエル・マスターズ!?, Dyueru Masutāzu!) è stato trasmesso in Giappone dal 1º aprile 2018 al 31 marzo 2019 su TV Tokyo per un totale di 51 episodi. Le sigle d'apertura sono Jo☆Decki!!! (ジョー☆デッキー!!!? lett. "Jo☆Deck!!!") cantata da Hayabusa e Ūchōten Shooter (有超天シューター?, Ūchōten Shūtā) dei Matsuri Nine. mentre quelle di chiusura sono rispettivamente Kirari☆Yume ondo (キラリ☆夢音頭? lett. "Kirari☆Testa da sogno") delle Minyou Girls, INAZUMA Jacket (lett. "Giacca FULMINE") dei BRADIO e CRY MAX!! (lett. "PIANTO MASSIMO!!") di NormCore.

Il logo della serie

Questa stagione è il secondo arco narrativo a presentare il viaggio di Joe Kirifuda. Le carte e le creature presenti sono basate sulla serie denominata Twinpact.

## Lista episodi
| Nº | Titolo italiano (traduzione letterale) Giapponese 「Kanji」 - Rōmaji | In onda           | In onda |
| Nº | Titolo italiano (traduzione letterale) Giapponese 「Kanji」 - Rōmaji | Giapponese        |         |
| 1  | Doppio Impact! I Joker di Joe, l'unione con la civiltà della natura! 「ツインパクトの衝撃！ ジョーのジョーカーズ、自然文明に参ジョー！」 - Tsu Inpakuto no shōgeki! Jō no Jōkāzu, shizen bunmei ni sanjō!                              | 1º aprile 2018    |         |
| 2  | Il grande fuoco della rabbia di Joe! Il rocambolesco Duema tra il fuoco e la natura! 「怒りの大炎ジョー！ 炎と自然のケンカデュエマ！」 - Ikari no dai eien Jō! Honō to shizen no kenka Dyuema!                                         | 8 aprile 2018     |         |
| 3  | Il picnic con la famiglia di Momo! Sai disegnare Joe? 「ももちゃん一家とピクニック！ ジョーずにお絵かきできるかな？」 - Momo-chan ikka to Pikunikku! Jō zu ni o ekaki dekiru ka na?                                                    | 15 aprile 2018    |         |
| 4  | Scopo! I buoni affari di Joe! Raccogli Ramen All Stars! 「狙え！商売繁ジョー！ 集えラーメンオールスターズ！」 - Nerae! Shōbai shige Jō! Tsudoe Rāmen Ōru Sutāzu!                                                                       | 22 aprile 2018    |         |
| 5  | Il travestimento dei Joker! Nemici? Sono dalla tua parte? Arriva Trent! 「ジョーカーズで変装だ！ 敵か？味方か？ トテント、登ジョー！」 - Jōkāzu de hensōda! Teki ka? Mikata ka? Totento, tōjō!                                         | 29 aprile 2018    |         |
| 6  | L'isola disabitata, il generoso Joe! Vita di sopravvivenza per 72 ore! 「無人島、ジョー陸！ 生き残れ！ ７２時間サバイバル生活！」 - Mujintō, Jō riku! Ikinokore! 72-jikan Sabaibaru seikatsu!                                          | 6 maggio 2018     |         |
| 7  | Petan sulla fronte! Va tutto bene Joe maki! 「オデコにペタン！ これでなんでもオッケー牧ジョー！」 - Odeko ni Petan! Kore de nan demo okkē maki Jō!                                                                                     | 13 maggio 2018    |         |
| 8  | La situazione di Joe con la civiltà della natura! Una terrificante stella cadente nera! 「自然文明に非ジョー事態！恐怖の黒い流れ星！」 - Shizen bunmei ni hi Jō jitai! Kyōfu no kuroi nagareboshi!                                     | 20 maggio 2018    |         |
| 9  | Sono la stella del gioco Joe! La feroce Joker War! 「劇ジョーのスターはオレだ！ 壮絶なるジョーカーズ・ウォー！」 - Gekijō no Sutā wa oreda! Sōzetsunaru Jōkāzu Uō!                                                                     | 27 maggio 2018    |         |
| 10 | Vendetta, Joe e gli altri! Il ritorno del millepiedi delle tenebre! 「リベンジ、ジョー等！ 闇のムカデ、再び！」 - Ribenji, Jō-tō! Yami no mukade, futatabi!                                                                            | 3 giugno 2018     |         |
| 11 | Shelen in sala giochi! Appare Gaia Hazard Minomaru! 「ゲーセンでサーセン！ ガイアハザード・ミノマル、参ジョー！」 - Gēsen de sāsen! Gaia Hazādo Minomaru, sanjō!                                                                       | 10 giugno 2018    |         |
| 12 | Sfida l'oscurità! La grande strategia di Joe, amico di Minomaru! 「闇に挑め！ ミノマルの友ジョー大作戦！」 - Yami ni nozome! Minomaru no tomo Jō dai sakusen!                                                                          | 17 giugno 2018    |         |
| 13 | Pensa e consegna! L'impermanente battaglia di Minomaru! 「思いよ届け！ ミノマル、無ジョーの戦い！」 - Omoi yo todoke! Minomaru, mujō no tatakai!                                                                                       | 24 giugno 2018    |         |
| 14 | Il grande detective, Joe nobori! Il caso di omicidio sull'isola del deck dei Joker! 「名探偵、登ジョー！ ジョーカーズ島デッキー殺人事件！」 - Mei tantei, nobori Jō! Jōkāzu tō Dekkī satsujin jiken！                                  | 1º luglio 2018    |         |
| 15 | Joe si intromette!? La feroce battaglia tra Boltz e Kabuto Oni! 「ジョーも乱入！？ ボルツとカブト鬼の激戦ジョー！」 - Jō mo ran'nyū!? Borutsu to Kabuto Oni no gekisen Jō!                                                             | 8 luglio 2018     |         |
| 16 | Verso il cielo! La battaglia decisiva della civiltà della natura di Joe! 「空にぶっ放せ！ ジョーと自然の頂ジョー決戦！」 - Sora ni buh hanase! Jō to shizen no itadaki Jō kessen!                                                      | 15 luglio 2018    |         |
| 17 | Vacanze estive! Versione cinematografica di Duel Masters, finalmente un film di Joe!? 「夏休み！ 劇ジョー版デュエルマスターズ、ついにジョー映⁉」 - Natsuyasumi! Gekijō-ban Dyueru Masutāzu, tsuini Jō eiga!?                           | 22 luglio 2018    |         |
| 18 | Joe il guerrigliero è al tappeto! Il diario di osservazione del wrestling di Joe! 「マットの上が戦ジョーだ！ ジョーのプロレス観察日記！」 - Matto no ue ga senjō da! Jō no puroresu kansatsu nikki!                                    | 5 agosto 2018     |         |
| 19 | Arriva una diversa creatura aliena Joe! Fai a meno dell'acqua nel deck! 「外来クリーチャー異ジョー発生！ デッキーの尻の水を抜け！」 - Gairai Kurīchā i Jō hassei! Dekkī no shiri no mizu o nuke!                                       | 12 agosto 2018    |         |
| 20 | Vieni a Dededen Land Joe! La paura di Gaia Hazard di Denden! 「デデデーンランドにご来ジョー！ ガイアハザード・でんでんの恐怖！」 - Dededēn Rando ni go kijò! Gaia Hazādo Denden no kyōfu!                                              | 19 agosto 2018    |         |
| 21 | Il potere della natura nasce con Joe! Un grande incontro atletico con i Joker della natura! 「自然の力で誕ジョー！ ネイチャージョーカーズで大運動会！」 - Shizen no chikara de Jōjo! Neichā Jōkāzu de dai undōkai!                     | 26 agosto 2018    |         |
| 22 | La grande avventura di Joe! Trova il grande tesoro della civiltà della natura! 「ジョー識破りの大冒険！ 探せ、自然文明の大秘宝！」 - Jō shiki-yaburi no dai bōken! Sagase, shizen bunmei no dai hihō!                                  | 2 settembre 2018  |         |
| 23 | Sconfiggi la trappola di Kejisuki! Joe inizia il gioco di Honey Q! 「ゲジスキーの罠を打ち破れ！ ハニーＱ劇ジョー開演！」 - Kejisuki no wana o uchi yabure! Hanī Q geki Jō kaien!                                                       | 9 settembre 2018  |         |
| 24 | Il conto alla rovescia di Joe! La paura di 5SD! 「非ジョーのカウントダウン！５ＳＤの恐怖！」 - Hi Jō no Kauntodaun! 5SD no kyōfu! | 16 settembre 2018 |         |
| 25 | L'amore di Joe per sua madre! Scuotila! La spada sacra Messiah Calibur! 「母への愛ジョー！ 振りかざせ！ 聖剣メシアカリバー！」 - Haha e no ai Jō! Furikazase! Seiken Meshia Karibā!                                                    | 23 settembre 2018 |         |
| 26 | Joe e Deckie partono! La misteriosa gita ingegnosa di Joe! 「ジョーとデッキーが行く！ 謎の工ジョー見学！」 - Jō to Dekkī ga iku! Nazo no kō Jō kengaku!                                                                                | 30 settembre 2018 |         |
| 27 | Minomaru è tornato! Il furioso bagno caldo di Joe! 「ミノマルがまた来たぁ！ 怒りのアツアツ大浴ジョー！」 - Minomaru ga mata kita! Ikari no atsuatsu ōeki Jō!                                                                           | 7 ottobre 2018    |         |
| 28 | L'operazione strategica di distruzione di Joe! La guardia del corpo oscuro Messa - Sconfiggi Schmidt! 「工ジョー壊滅作戦！ 闇の用心棒メッサ―・シュミットを倒せ！」 - Kō Jō kaimetsu sakusen! Yami no yōjinbō Messa ― Shumitto o taose! | 14 ottobre 2018   |         |
| 29 | Signor Joe, deve guarire! Obiettivo! La classe di calligrafia di Joe! 「ジョー様、元気にな～れ！ めざせ！書道ジョー級者！」 - Jō-sama, genki nina re! Mezase! Shodō Jōkyūsha!                                                          | 21 ottobre 2018   |         |
| 30 | Gaia Hazard, Joe e gli altri! La battaglia tra Kira e Boltz! 「ガイアハザード、ジョー等！ キラとボルツの戦い！」 - Gaia Hazādo, Jō-tō! Kira to Borutsu no tatakai!                                                                     | 28 ottobre 2018   |         |
| 31 | Vai oltre i tuoi cinque sensi e te stesso! La battaglia decisiva di Joe per i suoi amici! 「五感と己を越えろ！ 友の為の決戦ジョー！」 - Gokan to onore o koero! Tomo no tame no kessen Jō!                                             | 4 novembre 2018   |         |
| 32 | Questo è un Duema nella VR! Le avventure di Last Fanta Joe! 「これがデュエマのＶＲ！ ラストファンタジョーの冒険！」 - Kore ga dyuema no VR! Rasuto Fanta Jō no bōken!                                                                  | 11 novembre 2018  |         |
| 33 | Quello è Minomaru!? Il più forte guerriero furioso, unisciti a Minogami! 「これがミノマル！？ 怒りの最強戦士、ミノガミ参ジョー！」 - Kore ga Minomaru!? Ikari no saikyō senshi, Minogami sanjō!                                        | 18 novembre 2018  |         |
| 34 | Riunione predestinata! Joe voglio incontrare Johnny! 「運命の再会！ 俺はジョニーに会いたいんだジョー！」 - Unmei no saikai! Ore wa Jonī ni aitai nda Jō!                                                                               | 25 novembre 2018  |         |
| 35 | Insegui i forti Joe e Johnny! Joe, Johnny e Messa Schmidt! 「強ジョーなジョニーを追え！ ジョーとジョニーとメッサー・シュミット！」 - Kyo Jō na Jonī o oe! Jō to Jonī to Messā Shumitto!                                                | 2 dicembre 2018   |         |
| 36 | Battaglia decisiva con il capo ingegnere! Distruggi Megalo Destroyer! 「工ジョー長と決戦！メガロデストロイトを粉砕せよ！」 - Kō jōchō to kessen! Megaro Desutoroito o funsai seyo!                                                     | 9 dicembre 2018   |         |
| 37 | Minogami risveglia Joe! Scoperta! La principessa della civiltà della natura! 「ミノガミ覚醒ジョー態！ 捜し出せ！ 自然文明のお姫様！」 - Minogami kakusei Jō tai! Sagashidase! Shizen bunmei no ohime-sama!                             | 16 dicembre 2018  |         |
| 38 | L'invasione di Gaia Hazard! Proteggiamo tutti! La festa di Natale di Joe! 「ガイアハザード襲来！ みんなで守れ！ クリスマス会ジョー！」 - Gaia Hazādo shūrai! Min'na de mamore! Kurisumasu-kai Jō!                                      | 23 dicembre 2018  |         |
| 39 | Joragon ritorna a casa! Dai, torniamo in cima al deck 「ジョラゴンの里帰り事ジョー！ さぁ、デッキーの尻に帰ろう」 - Joragon no satogaeri koto Jō! Sa, Dekkī no shiri ni kaerou                                                         | 6 gennaio 2019    |         |
| 40 | Ferma Minogami! Uscita! La storia del colpo più forte di Joe! 「ストップ・ザ・ミノガミ！ あみ出せ！ 史ジョー最強の一撃！」 - Sutoppu za minogami! Amidase! Shi Jō saikyō no ichigeki!                                                  | 13 gennaio 2019   |         |
| 41 | L'Attacco e la difesa di Joe arrivano all'estremo! La minaccia del fuggiasco Baragiara! 「極限ジョー態の攻防！ 暴走バラギアラの脅威！」 - Kyokugen Jō tai no kōbō! Bōsō Baragiara no kyōi!                                             | 20 gennaio 2019   |         |
| 42 | Liberazione oltre l'arcobaleno! La battaglia tra gli amici di Joe e l'agguerrito Joe! 「虹の彼方に放て！ 友ジョーと激ジョーの戦い！」 - Niji no kanata ni hanate! Tomo Jō to geki Jō no tatakai!                                       | 27 gennaio 2019   |         |
| 43 | Non posso disegnare senza Joe! Il piano di fuga di Joe! 「ジョーずにお絵かきできません！ ジョーのスランプ脱出計画！」 - Jōzu ni o ekaki dekimasen! Jō no Suranpu dasshutsu keikaku!                                                    | 3 febbraio 2019   |         |
| 44 | L'agguerrito Joe a San Valentino! L'operazione Image Up di Joe! 「バレンタインに下克ジョー！ ジョー様イメージアップ作戦！」 - Barentain ni shimo katsu Jō! Jō-sama Imēji Appu sakusen!                                                 | 10 febbraio 2019  |         |
| 45 | Joe e l'ascesa dell'impavido messaggero dell'acqua! Cap vs Zero, il re dell'oscurità 「不敵なる水の使者登ジョー！キャップｖｓ闇の王・ゼーロ」 - Futekinaru mizu no shisha nobori Jō! Kyappu vs yami no ō zēro                          | 17 febbraio 2019  |         |
| 46 | Joe lo sconosciuto! Nemico? Alleato!? La super Challenge Zone! 「ジョー況不明！？敵か！？味方か！？超ガチャレンジゾーン！」 - Jō kyo fumei!? Teki ka!? Mikata ka!? Chō ga Charenji Zōn!                                                | 24 febbraio 2019  |         |
| 47 | I Joker di ferro! Un viaggio nello spazio alla ricerca dei mecha! 「鉄ケツのジョーカーズ！ メカを求めて宇宙の旅！」 - Tetsu ketsu no Jōkāzu! Meka o motomete uchū no tabi!                                                             | 3 marzo 2019      |         |
| 48 | Asino di ferro, Standy OK! The Joragon Gun Master, Joe! 「鉄ケツ、スタンバイＯＫ！The ジョラゴン・ガンマスター、誕ジョー！」 - Tetsu ketsu, Sutanbai OK! The Joragon Gan Masutā, Jō!                                                   | 10 marzo 2019     |         |
| 49 | Joe riceve notizie da Cap! La super sfida notturna di Kira! 「キャップのマル得ジョー報！ キラも超ガチャレンジ、つくらナイト！」 - Kyappu no maru toku e Jō-hō! Kira mo chō ga Charenji, tsukura Naito!                                 | 17 marzo 2019     |         |
| 50 | La seconda venuta di Gaia Hazard!? La festa di compleanno da batticuore di Momo! 「ガイアハザード、再来！？ ももちゃんのドキドキ誕ジョー会！」 - Gaia Hazādo, sairai!? Momo-chan no dokidoki tanjō-kai!                                | 24 marzo 2019     |         |
| 51 | Desiderio arcobaleno! Il felice compleanno di Momo! 「虹色の願い！ ももちゃんのニコニコ誕ジョー会！」 - Nijiiro no negai! Momo-chan no nikoniko tanjō-kai!                                                                             | 31 marzo 2019     |         |